# Supermodel of the World
Supermodel of the World (ou Ford Supermodel of the World) é o maior concurso de modelos do mundo. Idealizado por Eileen Ford em 1980, o concurso busca modelos com potencial de sucesso em mais de cinquenta países. A vencedora da final mundial recebe o maior prêmio da indústria da moda, no valor de 250 mil dólares em contrato. As vencedoras do segundo e terceiro lugares também recebem valores em dinheiro.
Segundo o regulamento da agência, para participar do concurso as meninas têm que ter idade mínima de 14 anos e altura de no mínimo 1,72 metro de altura. Já os meninos tem que ter 16 anos e pelo menos 1,82 m.

## Vencedoras

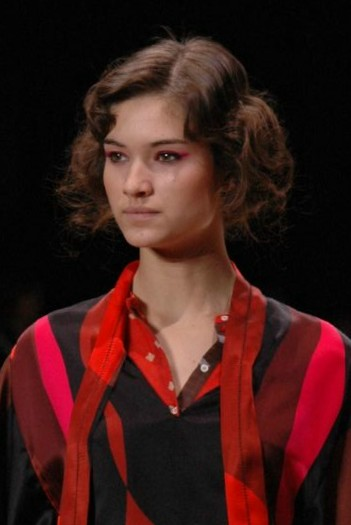
Camila Finn, a primeira brasileira a vencer o concurso na etapa internacional.

No Brasil, o concurso teve início em 1989 e foi organizado pela Class Modelos. Problemas jurídicos posteriores entre esta e a Ford Models americana impossibilitaram a realização do Supermodel por três anos. Nesse primeiro concurso de 1989 cuja vencedora foi a modelo Adriana de Oliveira também participaram das finais no Brasil Helena Ranaldi e Adriana Garambone, que posteriormente seguiriam carreiras de atriz. De 1993 até ao presente momento o concurso é promovido pela Ford Models Brasil.
Das brasileiras e portuguesas que participaram do concurso, Diana Pereira, Camila Finn e Tayane Leão conseguiram vencer a final mundial. Mas tal como que acontece nos concursos de Miss, o primeiro lugar no concurso nem sempre é garantia de sucesso. Várias vencedoras continuaram sendo ilustres desconhecidas, enquanto algumas modelos que não conseguiram posições de destaque emplacaram carreiras considadas em várias áreas além da moda.
Entre as brasileiras, Mariana Weickert, segundo lugar em 1997, Giselle Tigre, que ficou entre as quatro finalistas no segundo concurso em 1990 e Suyane Moreira, quarto lugar em 2000, trilharam carreiras televisivas.
| Ano  | Vencedora           | País             |
| 1981 | Annette Stai        | Noruega          |
| 1982 | Renée Simonsen      | Dinamarca        |
| 1983 | Carrie Miller       | Estados Unidos   |
| 1984 | Catherine Ahnell    | Suécia           |
| 1986 | Monika Schnarre     | Canadá           |
| 1987 | Celia Forner        | Espanha          |
| 1988 | Anuschka Muzik      | República Tcheca |
| 1989 | Synne Myreboe       | Noruega          |
| 1990 | Anneliese Seubert   | Austrália        |
| 1991 | Daniela Benavente   | Chile            |
| 1992 | Patricia Helfer     | Canadá           |
| 1993 | Georgia Göttmann    | Alemanha         |
| 1994 | Veronica Blume      | Espanha          |
| 1995 | Anna Marie Cseh     | Hungria          |
| 1996 | Leanne Spencer      | Canadá           |
| 1997 | Diana Pereira       | Portugal         |
| 1998 | Katie Burell        | Inglaterra       |
| 1999 | Alyssa Kealy        | Austrália        |
| 2000 | Margarita Babina    | Rússia           |
| 2001 | Asta Buziliauskaitė | Lituânia         |
| 2002 | Dari Maximova       | Alemanha         |
| 2004 | Nataliya Gotsiy     | Ucrânia          |
| 2005 | Camila Finn         | Brasil           |
| 2006 | Katsiya Damankova   | Bielorrússia     |
| 2007 | Sanne Nijhof        | Holanda          |
| 2008 | Kang Seung          | Coreia do Sul    |
| 2009 | Tayane Leão         | Brasil           |
| 2010 | Katrina Caune       | Letónia          |
| 2011 | Danica Magpantay    | Filipinas        |
| 2012 | Sofia Polenta       | Argentina        |

## Performance por país
| País             | Títulos | Vitórias         |
| Canadá           | 3       | 1986, 1992, 1996 |
| Brasil           | 2       | 2005, 2009       |
| Alemanha         | 2       | 1993, 2002       |
| Austrália        | 2       | 1990, 1999       |
| Espanha          | 2       | 1987, 1994       |
| Noruega          | 2       | 1981, 1989       |
| Argentina        | 1       | 2012             |
| Filipinas        | 1       | 2011             |
| Letónia          | 1       | 2010             |
| Coreia do Sul    | 1       | 2008             |
| Holanda          | 1       | 2007             |
| Bielorrússia     | 1       | 2006             |
| Ucrânia          | 1       | 2004             |
| Lituânia         | 1       | 2001             |
| Rússia           | 1       | 2000             |
| Inglaterra       | 1       | 1998             |
| Portugal         | 1       | 1997             |
| Hungria          | 1       | 1995             |
| Chile            | 1       | 1991             |
| Suécia           | 1       | 1984             |
| Estados Unidos   | 1       | 1983             |
| Dinamarca        | 1       | 1982             |
| República Tcheca | 1       | 1988             |